# Salmo 137

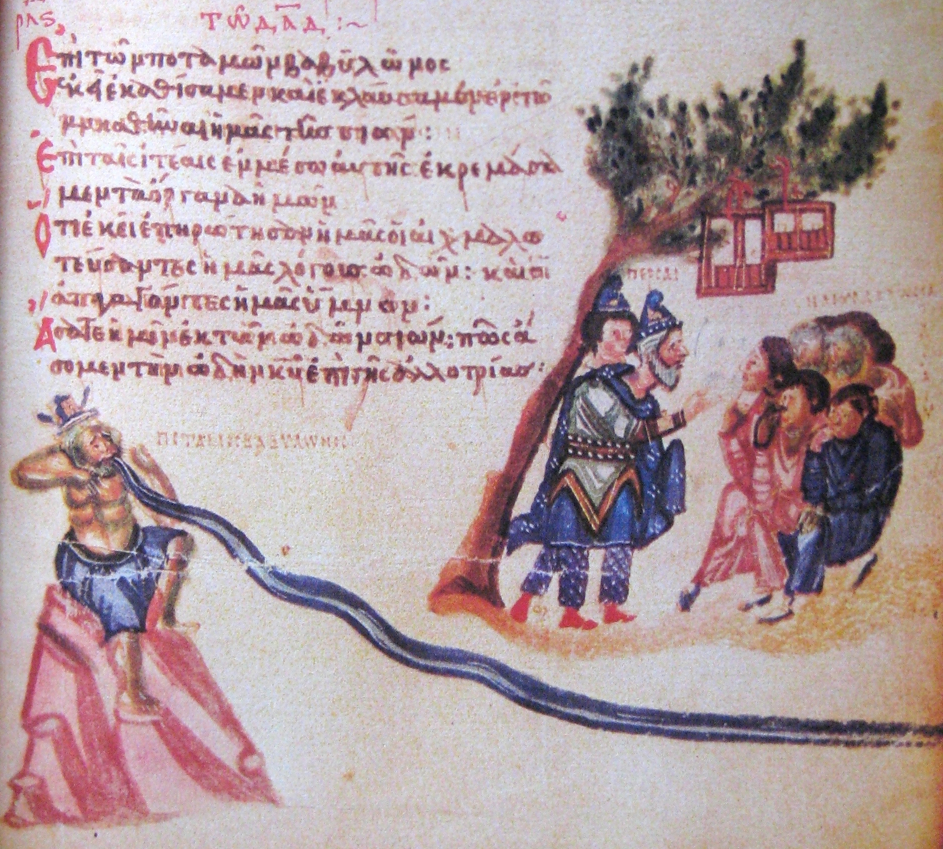
Salmo 137 del Chludov Psalter

El salmo 137  es, según la numeración hebrea, el centésimo trigésimo séptimo salmo del Libro de los salmos de la Biblia. Corresponde al salmo 136 según la numeración de la Biblia Septuaginta griega, empleada también en la Vulgata latina. Por este motivo, recogiendo la doble numeración, a este salmo también se le refiere como el salmo 137 (136). Se trata de uno de los salmos más traducidos por poetas, incluyendo una versión de San Juan de la Cruz, Fray Luis de León, Byron, y Quasimodo. Cuenta con musicalizaciones de Verdi, Bach, Palestrina, Gounod, Dvořák y Pärt, entre otros.
En latín, es conocido por el íncipit, "Super flumina Babylonis" («Junto al los ríos de Babilonia»). El salmo es un lamento comunal sobre recordar a Sion, y anhelar Jerusalén mientras se vive en el exilio durante la cautividad babilónica.
El salmo forma parte regular de la liturgia en las tradiciones judía, ortodoxa oriental, católica, luterana, anglicana y otras protestantes. A menudo ha sido puesto en música y parafraseado en himnos.

## Texto
La siguiente tabla muestra el texto en hebreo del salmo con vocales, junto con el texto en griego koiné de la Septuaginta y la traducción al español de la Biblia del Rey Jacobo. Tenga en cuenta que el significado puede diferir ligeramente entre estas versiones, ya que la Septuaginta y el texto masorético provienen de tradiciones textuales diferentes. En la Septuaginta, este salmo está numerado como Salmo 136.
| # | Hebreo                                                            | Español | Griego |
| - | ----------------------------------------------------------------- | --- | --- |
| 1 | עַ֥ל נַהֲר֨וֹת ׀ בָּבֶ֗ל שָׁ֣ם יָ֭שַׁבְנוּ גַּם־בָּכִ֑ינוּ בְּ֝זׇכְרֵ֗נוּ אֶת־צִיּֽוֹן׃                  | Junto a los ríos de Babilonia, allí nos sentamos, sí, lloramos, cuando recordamos a Sión.                                                                              | Τῷ Δαυΐδ ῾Ιερεμίου. - EPI tōn potamōn Babylōnos eke katheisamen kai eklaúsamen en tō mnesthēnai hēmas tēs Sion.               |
| 2 | עַֽל־עֲרָבִ֥ים בְּתוֹכָ֑הּ תָּ֝לִ֗ינוּ כִּנֹּרוֹתֵֽינוּ׃                                    | Colgamos nuestras harpas en los sauces en medio de ella. | ἐπὶ ταῖς ἰτέαις ἐν μέσῳ αὐτῆς ἐκρεμάσαμεν τὰ ὄργανα ἡμῶν·                                                                     |
| 3 | כִּ֤י שָׁ֨ם שְֽׁאֵל֪וּנוּ שׁוֹבֵ֡ינוּ דִּבְרֵי־שִׁ֭יר וְתוֹלָלֵ֣ינוּ שִׂמְחָ֑ה שִׁ֥ירוּ לָ֝֗נוּ מִשִּׁ֥יר צִיּֽוֹן׃    | Porque allí los que nos llevaron cautivos nos pidieron una canción; y los que nos devastaron nos pidieron alegría, diciendo: «Cantadnos una de las canciones de Sión». | ὅτι ἐκεῖ ἐπηρώτησαν ἡμᾶς οἱ αἰχμαλωτεύσαντες ἡμᾶς λόγους ᾠδῶν καὶ οἱ ἀπαγαγόντες ἡμᾶς ὕμνον· ᾄσατε ἡμῖν ἐκ τῶν ᾠδῶν Σιών.     |
| 4 | אֵ֗יךְ נָשִׁ֥יר אֶת־שִׁיר־יְהֹוָ֑ה עַ֝֗ל אַדְמַ֥ת נֵכָֽר׃                                 | ¿Cómo cantaremos los cantos del Señor en tierra extraña? | πῶς ᾄσωμεν τὴν ᾠδὴν Κυρίου ἐπὶ γῆς ἀλλοτρίας;                                                                                 |
| 5 | אִֽם־אֶשְׁכָּחֵ֥ךְ יְֽרוּשָׁלָ֗͏ִם תִּשְׁכַּ֥ח יְמִינִֽי׃                                       | Si te olvido, oh Jerusalén, que mi mano derecha se olvide de su destreza.                                                                                              | ἐὰν ἐπιλάθωμαί σου, ῾Ιερουσαλήμ, ἐπιλησθείη ἡ δεξιά μου·                                                                      |
| 6 | תִּדְבַּֽק־לְשׁוֹנִ֨י ׀ לְחִכִּי֮ אִם־לֹ֢א אֶ֫זְכְּרֵ֥כִי אִם־לֹ֣א אַ֭עֲלֶה אֶת־יְרוּשָׁלַ֑͏ִם עַ֝֗ל רֹ֣אשׁ שִׂמְחָתִֽי׃ | Si no te recuerdo, que mi lengua se pegue al paladar; si no prefiero Jerusalén por encima de mi mayor alegría.                                                         | κολληθείη ἡ γλῶσσά μου τῷ λάρυγγί μου, ἐὰν μή σου μνησθῶ, ἐὰν μὴ προανατάξωμαι τὴν ῾Ιερουσαλὴμ ὡς ἐν ἀρχῇ τῆς εὐφροσύνης μου. |
| 7 | זְכֹ֤ר יְהֹוָ֨ה ׀ לִבְנֵ֬י אֱד֗וֹם אֵת֮ י֤וֹם יְֽר֫וּשָׁלָ֥͏ִם הָ֭אֹ֣מְרִים עָ֤רוּ ׀ עָ֑רוּ עַ֝֗ד הַיְס֥וֹד בָּֽהּ׃  | Recuerda, oh Señor, a los hijos de Edom en el día de Jerusalén, los que dijeron: «Derribadla, derribadla hasta los cimientos».                                         | μνήσθητι, Κύριε, τῶν υἱῶν ᾿Εδὼμ τὴν ἡμέραν ῾Ιερουσαλὴμ τῶν λεγόντων· ἐκκενοῦτε, ἐκκενοῦτε, ἕως τῶν θεμελίων αὐτῆς.            |
| 8 | בַּת־בָּבֶ֗ל הַשְּׁד֫וּדָ֥ה אַשְׁרֵ֥י שֶׁיְשַׁלֶּם־לָ֑ךְ אֶת־גְּ֝מוּלֵ֗ךְ שֶׁגָּמַ֥לְתְּ לָֽנוּ׃                   | O hija de Babilonia, que vas a ser destruida; dichoso aquel que te pague como tú nos has pagado.                                                                       | θυγάτηρ Βαβυλῶνος ἡ ταλαίπωρος, μακάριος ὃς ἀνταποδώσει σοι τὸ ἀνταπόδομά σου, ὃ ἀνταπέδωκας ἡμῖν·                            |
| 9 | אַשְׁרֵ֤י ׀ שֶׁיֹּאחֵ֓ז וְנִפֵּ֬ץ אֶֽת־עֹלָלַ֗יִךְ אֶל־הַסָּֽלַע׃                               | Feliz será aquel que tome y estrelle contra las piedras a tus pequeños.                                                                                                | μακάριος ὃς κρατήσει καὶ ἐδαφιεῖ τὰ νήπιά σου πρὸς τὴν πέτραν.                                                                |

### Biblia Latinoamérica[5]
- 1. Al borde de los canales de Babilonia nos sentábamos, y llorábamos
- 2. al acordarnos de Sion; en los sauces que por allí se encuentran habíamos colgado nuestras arpas.
- 3. Allí los que nos habían deportado nos pedían palabras de una canción y nuestros raptores, un canto de alegría: *"¡Cántennos un canto de Sion!"
- 4. ¿Cómo íbamos a cantar un canto del Señor en un suelo extranjero?
- 5. ¡Si me olvido de ti, Jerusalén, que mi derecha se olvide de mí!
- 6. Que mi lengua se pegue al paladar si de ti no me acuerdo, si no considero a Jerusalén como mi máxima alegría.
- 7. No te olvides, Señor, de los hijos de Edom que, el día en que cayó Jerusalén, decían: "¡Arrasarla, arrasarla hasta los *mismos cimientos!"
- 8. Hija de Babilonia, que serás destruida, dichoso el que te hiciere los males que a nosotros nos hiciste.
- 9. ¡Dichoso aquel que agarre a tus pequeños y los estrelle contra las rocas!

## Comentarios

### De la Iglesia católica

#### A todo el salmo
El Salmo 137 expresa el dolor del pueblo de Israel durante el exilio en Babilonia. A diferencia del Salmo 136, que celebra la liberación de manos de los opresores, aquí se revive el sufrimiento causado por los babilonios. El salmista recuerda la humillación vivida y, desde esa herida, suplica a Dios una justicia incluso más severa que la ejercida contra el Faraón en Egipto. Tras los cánticos de las subidas (Sal 120–134), este salmo recoge la nostalgia por Jerusalén desde el exilio. En sus primeros versículos, el autor describe la tristeza vivida junto a los ríos de Babilonia. Luego, se impone un fuerte compromiso personal de no olvidar a Sión. Finalmente, clama por el castigo de quienes destruyeron la ciudad santa. Este canto de dolor y fidelidad conecta con los cantos de Sión y puede ser leído por el cristiano como una imagen de su propio anhelo del cielo. Así como los israelitas añoraban Jerusalén, el creyente vive con el deseo de llegar a su patria definitiva junto a Dios, consciente de que ahora camina por la fe y no por la visión.

#### A los versículos 1-3
La expresión «ríos de Babilonia» alude al Tigris, al Éufrates y a los múltiples canales que los conectaban, como el Quebar mencionado en Ezequiel 3,15. El salmo refleja el testimonio de un exiliado y transmite el dolor profundo de los judíos fieles durante la cautividad. El gesto de sentarse y llorar simboliza duelo y desolación, como se ve en otros pasajes bíblicos. Las cítaras colgadas en los sauces indican un cese total del canto y la alabanza. Cuando los opresores exigen canciones de Sión (v. 3), lo hacen con ironía y desprecio, mofándose del Dios de Israel y de la santidad de Jerusalén. Las «canciones de Sión» mencionadas aquí eran cantos litúrgicos reservados al culto en el Templo, por eso los exiliados consideran inapropiado e impío interpretarlas en tierra extranjera (v. 4), fuera del contexto sagrado para el que fueron compuestas.

#### A los versículos 4-9
El salmista expresa que olvidar Jerusalén sería como olvidar al mismo Dios. Por eso, se desea a sí mismo perder la habilidad de tocar instrumentos y hablar, si alguna vez llegara a olvidarla. Así manifiesta la importancia de mantener siempre presente la fidelidad al Señor y su misericordia revelada en el Templo. Estas palabras invitan a no perder nunca el anhelo de la felicidad eterna, donde hallaremos el consuelo definitivo.

Corramos juntos el camino de nuestra fe; deseemos la patria celestial, suspiremos por ella, sintámonos peregrinos en este mundo. (…) Entonces llegarás a la fuente con cuya agua has sido rociado; entonces verás al descubierto la luz cuyos rayos, por caminos oblicuos y sinuosos, fueron enviados a las tinieblas de tu corazón

Los bienaventurados tendrán más de lo que deseaban o esperaban. La razón de ello es porque en esta vida nadie puede satisfacer sus deseos y ninguna cosa creada puede saciar nunca el deseo del hombre: sólo Dios puede saciarlo con creces, hasta el infinito; por esto, el hombre no puede hallar su descanso más que en Dios, como dice San Agustín: “Nos has hecho para ti, Señor, y nuestro corazón no hallará reposo hasta que descanse en ti”. Los santos, en la patria celestial, poseerán a Dios de un modo perfecto, y, por esto, sus deseos quedarán saciados y tendrán más aún de lo que deseaban. Por esto, dice el Señor: Entra en el gozo de tu Señor. Y San Agustín dice: “Todo el gozo no cabrá en todos, pero todos verán colmado su gozo. Me saciaré de tu semblante; y también: Él sacia de bienes tus anhelos” 

## Contexto y contenido
El viaje de los exiliados judíos a Babilonia en las primeras décadas del siglo VI a. C. Después del exitoso asedio de Jerusalén por Nabucodonosor II en 597 a. C., y las subsiguientes campañas, los habitantes del Reino de Judá fueron deportados a Babilonia, donde permanecieron cautivos hasta algún tiempo después de la Caída de Babilonia (539 a. C.). Los ríos de Babilonia son el río Éufrates, sus afluentes y el río Tigris.
El Salmo 137 es un himno que expresa los anhelos del pueblo judío durante su exilio en Babilonia. En su forma completa de nueve versos, el salmo refleja el anhelo por Jerusalén, así como el odio hacia los enemigos de la Ciudad Santa con imágenes a veces violentas.
Fuentes rabínicas atribuyeron el poema al profeta Jeremías, y la versión de la Septuaginta del salmo lleva la suscripción: "Para David. Por Jeremías, en la Cautividad."

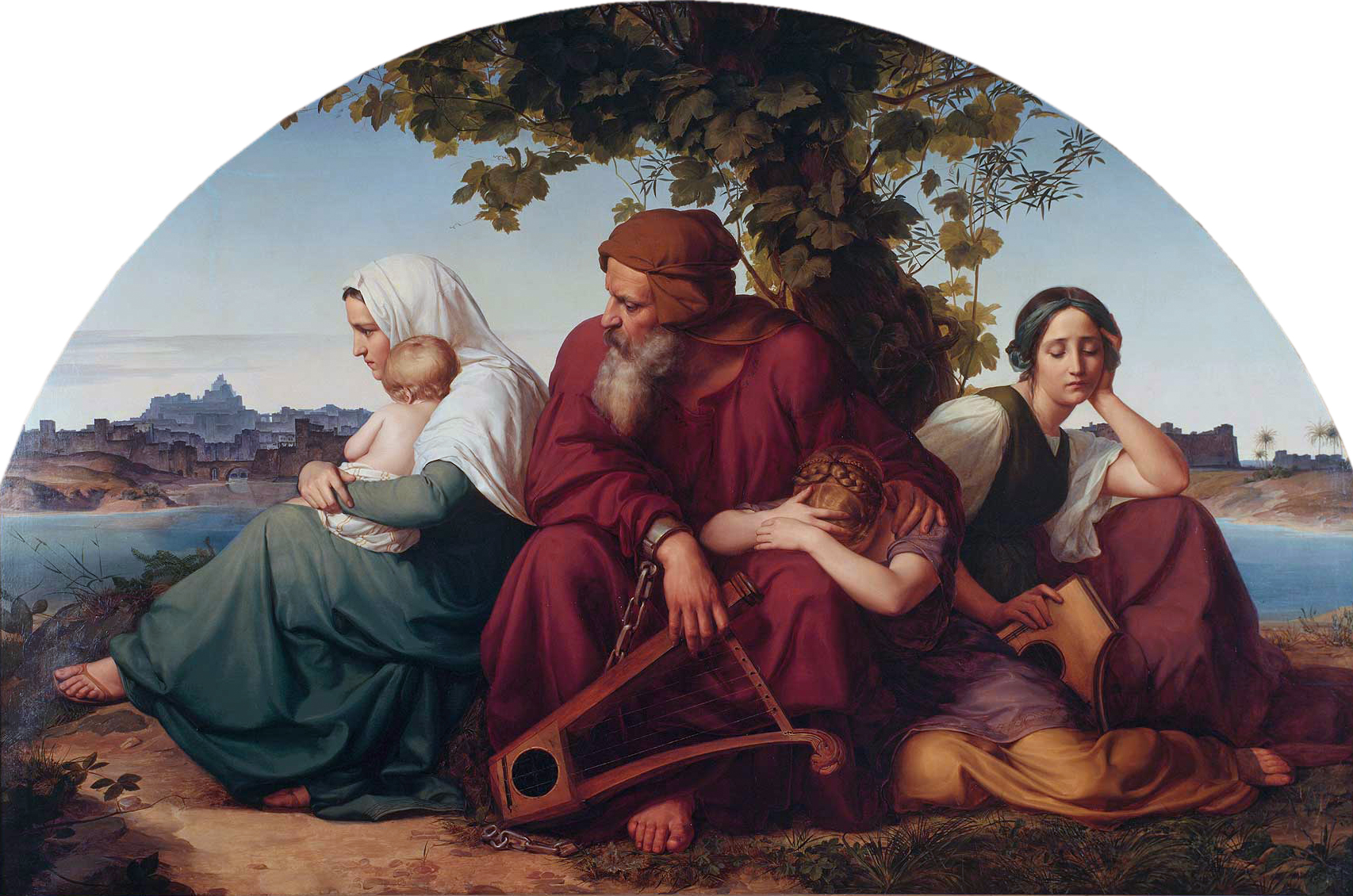
Junto a los ríos de Babilonia, pintura de Eduard Bendemann, c. 1832

### Versículos 1-4
Las primeras líneas del salmo describen la tristeza de los israelitas en el exilio, recordando su patria, llorando y colgando sus arpas en los árboles. Al ser solicitados a "cantar la canción del Señor en tierra extraña", se niegan.

### Versículos 5-6
En los versículos 5-6, el hablante se exhorta a sí mismo a recordar Jerusalén.

### Versículos 7-9
El salmo termina con predicciones proféticas de venganza violenta.

## Usos Litúrgicos

### Judaísmo
El Salmo 137 se recita tradicionalmente antes del Birkat Hamazon (Bendición Después de las Comidas) en un día laborable. Sin embargo, en Shabat y festividades judías, y en la comida celebratoria que acompaña a una boda judía, brit milá, o pidión habén, el Salmo 126 se recita antes del Birkat Hamazon en su lugar. El Salmo 137 es uno de los diez Salmos del Tikkun HaKlali de Rebbe Najmán de Breslov.

### Cristianismo Occidental
Siguiendo la regla de San Benito (530 d. C.), el Breviario Romano adoptó el salmo "Super flumina Babylonis" para las Vísperas de los miércoles. En el Misal Romano, antes de las reformas del Vaticano II, el primer versículo del salmo era el Ofertorio en la Misa del vigésimo domingo después de Pentecostés.
En el luteranismo, un himno bien conocido basado en el salmo ha sido asociado con una lectura del Evangelio en la que Jesús predice y lamenta la destrucción de Jerusalén (Lucas 19:41–48).
Después del Segundo Concilio Vaticano, los últimos tres versículos del salmo fueron eliminados de los libros litúrgicos católicos debido a su crueldad percibida como incompatible con el mensaje del evangelio. En el ciclo trienal post-Vaticano II de la liturgia de la misa católica, el salmo es parte del servicio en el Domingo Laetare, es decir, el cuarto domingo de Cuaresma, del ciclo "B".
En la Liturgia de las Horas, el Salmo se canta o recita en Vísperas el martes de la cuarta semana. Para facilitar la comprensión se le asigna a cada salmo un título en rojo (rúbrica) que no forma parte del salmo. El título del Salmo 137 es Junto a los canales de Babilonia.
De manera similar, el Libro de Oraciones de la Iglesia Anglicana de Canadá también ha eliminado estos versículos.

## Traducciones, versificaciones y arreglos
El salmo ha sido puesto en música por muchos compositores. Muchos arreglos omiten el último versículo. El compositor de himnos John L. Bell comenta junto a su propio arreglo de este Salmo: "El último versículo se omite en esta metricación, porque su aparentemente escandalosa maldición se trata mejor en la predicación o en conversaciones de grupo. No debe ser olvidado, especialmente por aquellos que nunca han conocido el exilio, la desposesión o la violación de personas y tierras."

### Siglos XVI a XVIII
Configuraciones latinas ("Super flumina Babylonis") como motetes a cuatro partes fueron compuestas por Costanzo Festa, Nicolas Gombert, Giovanni Pierluigi da Palestrina y Orlando Lassus. Philippe de Monte y Tomas Luis de Victoria establecieron el texto para ocho partes. Configuraciones del Barroco francés fueron escritas por Henry Dumont, Marc-Antoine Charpentier (H.170, H.171 - H.171a), Michel-Richard Delalande.(1686) y François Giroust (1768).

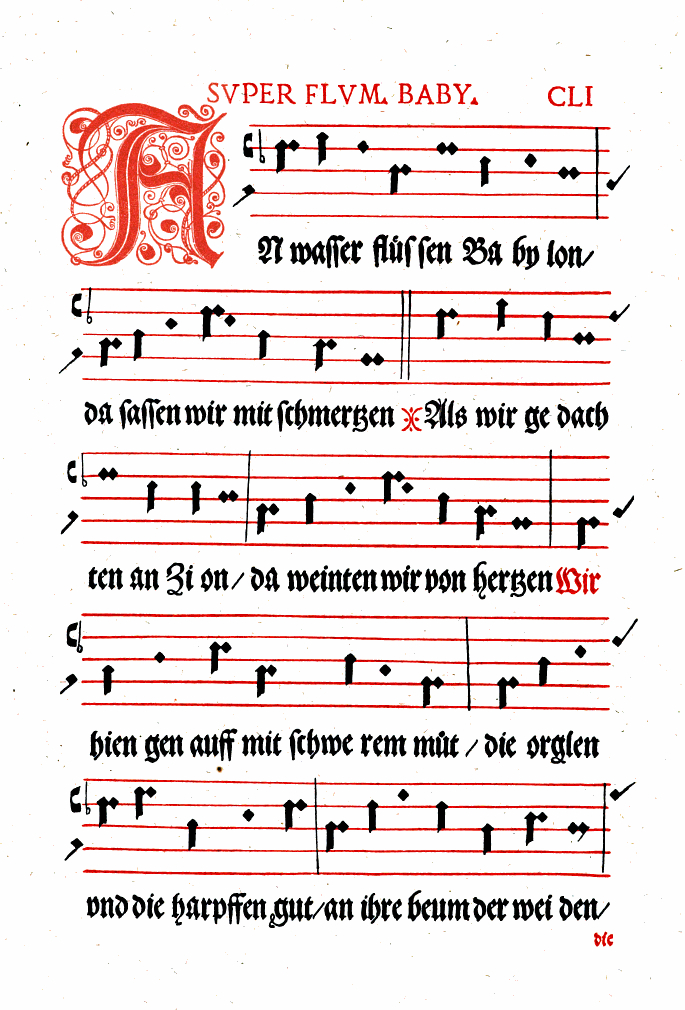
An Wasserflüssen Babylon" de Dachstein en una edición de 1541 del Straßburger Gesangbuch (Himnario de Estrasburgo)

"An Wasserflüssen Babylon" de Wolfgang Dachstein, una paráfrasis rimada en alemán y arreglo del salmo, fue publicado por primera vez en 1525. Pronto fue adoptado como un himno luterano y apareció en publicaciones como el Becker Psalter. Un manuscrito escrito a principios del siglo XVII y una impresión de la década de 1660 ilustran que la versión del salmo de Dachstein fue adoptada en la cultura ashkenazí. Arreglos corales a cuatro partes del himno de Dachstein fueron realizados por, entre otros, Johann Hermann Schein y Heinrich Schütz. Schütz también estableció la traducción en prosa de Lutero del Salmo 137 ("An den Wassern zu Babel", SWV 37, incluido en los Psalmen Davids, Op. 2, 1619), y otro arreglo, SWV 242, para el Becker Psalter, publicado por primera vez en 1628. Composiciones de órgano basadas en el himno de Dachstein incluyen "An Wasserflüssen Babylon" de Johann Adam Reincken, y uno de los Grandes Dieciocho Preludios Corales de Johann Sebastian Bach.
La primera composición en "Meslanges de la musique" de Eustache Du Caurroy, publicada en 1610, un año después de la muerte del compositor, es "Le long des eaux, ou se bagne", un arreglo a seis partes de la paráfrasis del Salmo 137 hecha por Gilles Durant de la Bergerie. Salamone Rossi (1570–1630) puso música al salmo en hebreo (עַל נַהֲרוֹת בָּבֶל, Al naharot Bavel) para cuatro partes. El motete Super flumina Babylonis de Matthew Locke es un arreglo extendido de los primeros nueve versículos del salmo. Los dos primeros versículos del salmo fueron utilizados para un arreglo musical en una ronda por el compositor inglés Philip Hayes. William Billings adaptó el texto para describir la ocupación británica de Boston en su himno "Lamentation over Boston".
Artemy Vedel compuso dos conciertos corales basados en el salmo en ucraniano, Na rekakh Vavilonskikh.

## SigloXIX
"We sat down and wept by the waters" de Lord Byron, una paráfrasis versificada del Salmo 137, fue publicada en sus Melodías Hebreas en 1815. La poesía fue musicalizada, entre otros, por Isaac Nathan (1815) y Samuel Sebastian Wesley (c. 1834). El poema fue traducido al francés por Alexis Paulin Paris y al alemán por Adolf Böttger. Una traducción alemana de Franz Theremin, "An Babylons Wassern gefangen", fue musicalizada por Carl Loewe (No. 2 de sus Hebräische Gesänge, Op. 4, 1823). Otra traducción alemana fue musicalizada por Ferruccio Busoni ("An Babylons Wassern wir weinten" en Zwei hebräische Melodien von Lord Byron, BV 202, 1884).
El Salmo 137 fue la inspiración para el famoso coro de esclavos "Va, pensiero" de la ópera Nabucco de Verdi (1842).
La pieza para piano de Charles-Valentin Alkan Super flumina Babylonis: Paraphrase, Op. 52 (1859), está precedida en la partitura impresa por una traducción francesa del Salmo 137. Charles Gounod musicalizó "Près du fleuve étranger", una paráfrasis francesa del salmo, en 1861. En 1866 esta musicalización fue publicada con la versión del texto de Henry Farnie, como "By Babylon's wave: Psalm CXXXVII".
Peter Cornelius basó la música de su paráfrasis del Salmo 137, "An Babels Wasserflüssen", Op. 13 No. 2 (1872), en la "Sarabande" de la tercera Suite Inglesa de Bach. El compositor checo Antonín Dvořák (1841–1904) musicalizó los versículos 1-5 como No. 7 de sus Canciones Bíblicas (1894).

### SiglosXXyXXI
Configuraciones y referencias al Salmo 137 en los siglos XX y XXI incluyen:
- En la cantata Belshazzar's Feast de William Walton, de 1931, se musicaliza una versión de la sección inicial, como si fuera cantada por los cautivos israelitas en Babilonia.[49]

- El segundo de los Dos Salmos de Harry Partch (1901–1974) es "By the Rivers of Babylon", que grabó en 1942 en una versión para voz, cromelodión y viola adaptada.[50]
- "Rivers of Babylon", basada en parte en los versículos iniciales del Salmo, es una canción rastafari escrita y grabada por Brent Dowe y Trevor McNaughton del grupo de reggae jamaicano The Melodians en 1970. Aparece en la película de 1972 The Harder They Come y es conocida por su versión sencillo de éxito de 1978 por Boney M. [51]
- El salmo fue musicalizado, como On the Willows, en el musical de Broadway Godspell de Stephen Schwartz (1971).
- Don McLean cubrió la ronda de Hayes como "Babylon", que fue la última pista de su álbum de 1971 American Pie. Otra versión de la ronda apareció al final del episodio "Babylon" durante la primera temporada de Mad Men.
- El compositor estonio Arvo Pärt compuso "An den Wassern zu Babel saßen wir und weinten" en 1976 (revisado en 1984).[52]
- En 1981, Herbert Sumsion compuso In Exile, un motete para doble coro sobre los versículos 1-6, estrenado en la Catedral de Gloucester.[53]
- El salmo fue la inspiración para "By the Rivers Dark" de Leonard Cohen en su álbum de 2001 Ten New Songs.[54]
- El Salmo 137:5–6 es la base para el coro del sencillo "Jerusalem" de Matisyahu (2006).
- El Salmo 137 es el texto central de "Lament for Jerusalem – a mystical love song" de John Tavener.[55]